# Marga Minco
Marga Minco, née le 31 mars 1920 à Ginneken (sud de Bréda) et morte le 10 juillet 2023 à Amsterdam, est une écrivaine et journaliste néerlandaise.

## Biographie
Née en 1920 dans le sud des Pays-Bas, Marga Minco est la cadette d'une famille juive de trois enfants. Jeune journaliste, elle se cache sous différents noms d'emprunt. Finalement, elle devient au sein de sa famille la seule survivante (outre un oncle) des arrestations, des déportations et du génocide nazis,,.
À partir de 1950, des journaux néerlandais publient ses nouvelles, marquées par son expérience vécue. Son œuvre évoque le drame des juifs néerlandais à travers les persécutions de la Seconde Guerre mondiale, avec un style dépouillé et une inventivité qui va au delà du témoignage et en renouvelle la dimension littéraire. Elle évoque des thèmes tels que le sentiment d'aliénation dû à la perte des liens familiaux, l'indifférence ou la convoitise des non-Juifs, la spoliation des victimes du nazisme, le sentiment de culpabilité des survivants, et la difficulté à prendre un nouveau départ. Elle évoque aussi ses rêves,,. Outre des romans et des récits, elle a également publié des livres pour enfants et écrit des scénarios pour la télévision Certaines de ses nouvelles furent traduites et publiées en France, aux États-unis, en Allemagne, en Israël et dans les pays scandinaves.
Un de ses premiers récits, Het bittere kruid. Een kleine kroniek [titre traduit en français : Les herbes amères], a figuré sur la liste des livres des écoles secondaires aux Pays-Bas pendant des décennies.

## Prix et récompenses
Marga Minco a reçu en 1999 le prix Annie Romein et en 2005 le prix Constantijn Huygens.

## Œuvres
- Het bittere kruid. Een kleine kroniek (1957)
- Het adres (1957)
- De andere kant (verhalen) (1959)
- Tegenvoeters (avec Bert Voeten) (1961)
- Kijk 'ns in de la (1963)
- Het huis hiernaast (1965)
- Terugkeer (1965)
- Een leeg huis (1966)
- Het bittere kruid/Verhalen/Een leeg huis (1968)
- De trapeze 6 (avec Mies Bouhuys) (1968)
- De dag dat mijn zuster trouwde (1970)
- Meneer Frits en andere verhalen uit de vijftiger jaren (1974)
- Je mag van geluk spreken (Bulkboek n° 46, 1975)
- Het adres en andere verhalen (1976)
- Floroskoop – Maart (1979)
- Verzamelde verhalen 1951-1981 (1982)
- De val (1983)
- De glazen brug (1986)
- De glazen brug (1988)
- De zon is maar een zeepbel, twaalf droomverslagen (1990)
- De verdwenen bladzij.  (1994)
- Nagelaten dagen (1997)
- De schrijver. Een literaire estafette (2000)
- Decemberblues (2003)
- Storing (verhalen) (2004)
- Een sprong in de tijd (écrit en 2008, à l'occasion de la journée nationale du Souvenir)

### Œuvres disponibles en français
- Les herbes amères (Lattès, 1975) : petite chronique publiée aux Pays-Bas qui fut traduite et éditée en France
- L'autre côté: recueil de nouvelles, 1959
- T’as une sacrée chance toi : nouvelles traduites du néerlandais par Daniel Cunin. Paris, Éditions Caractères, « Ailleurs, là-bas », 2003
- Une maison vide, 1966
- L'adresse, 1984

## Culture
Les herbes amères (Het Bittere kruid en néerlandais) a inspiré un film du même nom, réalisé par Kees Van Oostrum en 1985.